# 15385 Dallolmo
15385 Dallolmo (1997 SP4) là một tiểu hành tinh vành đai chính được phát hiện ngày 25 tháng 9 năm 1997 bởi Osservatorio San Vittore ở Bologna.
Nó được đặt theo tên Umberto Dall'Olmo (1925–1980), một nhà thiên văn nghiệp dư.